# フリードリヒ・フランツ1世 (メクレンブルク＝シュヴェリーン大公)
フリードリヒ・フランツ1世（ドイツ語: Friedrich Franz I.、1756年12月10日 - 1837年2月1日）は、メクレンブルク＝シュヴェリーン公（在位：1785年 - 1815年）、後にメクレンブルク＝シュヴェリーン大公（在位：1815年 - 1837年）。

## 生涯
ルートヴィヒ・フォン・メクレンブルク＝シュヴェリーンとシャルロッテ・ゾフィー・フォン・ザクセン＝コーブルク＝ザールフェルトの息子として、シュヴェリーンで生まれた。1785年、伯父のフリードリヒ2世の死に伴いメクレンブルク＝シュヴェリーン公に即位した。
ナポレオン戦争の後、ウィーン会議での決定により公から大公に昇格した。いとこにあたるメクレンブルク＝シュトレーリッツ大公とともに、当時のドイツ諸国の君主のうち最も反動的であると知られた。1837年に死去、孫のパウル・フリードリヒが大公に即位した。

## 家族
1775年6月1日、フリードリヒ・フランツ1世はゴータでルイーゼ・フォン・ザクセン＝ゴータ＝アルテンブルクと結婚した。2人は5男3女をもうけた。
- 娘（1776年5月7日、夭折） - シュヴェリーンのシェルフ教会（英語版）に埋葬された[4]
- 息子（1777年5月11日、夭折） - シュヴェリーンのシェルフ教会（英語版）に埋葬された[4]
- フリードリヒ・ルートヴィヒ（1778年6月13日 - 1819年11月29日） - ロシア皇帝パーヴェル1世の娘エレナ・パヴロヴナと結婚、パウル・フリードリヒ（後に大公に即位）などを産んだ。パウル・フリードリヒの長男はフリードリヒ・フランツ2世で、フリードリヒ・フランツ2世の末男ハインリヒ（オランダ語名ヘンドリック）がオランダ女王ウィルヘルミナの王配となったため、フリードリヒ・ルードヴィヒは現オランダ王家の先祖にあたる。
- ルイーゼ・シャルロッテ（1779年11月19日 - 1801年1月4日） - ザクセン＝ゴータ＝アルテンブルク公エミール・レオポルト・アウグストと結婚、娘のルイーゼはヴィクトリア女王の王配アルバートの母となった。そのため、ルイーゼ・シャルロッテは現イギリス王家の先祖にあたる。
- グスタフ・ヴィルヘルム（1781年1月31日 - 1851年1月10日）
- カール（1782年7月2日 - 1833年5月22日）
- シャルロッテ・フリーデリケ（1784年12月4日 - 1840年7月13日） - デンマーク王クリスチャン8世と結婚、フレデリク7世を産んだ
- アドルフ（1785年12月18日 - 1821年5月8日）